# NHK姬路支局

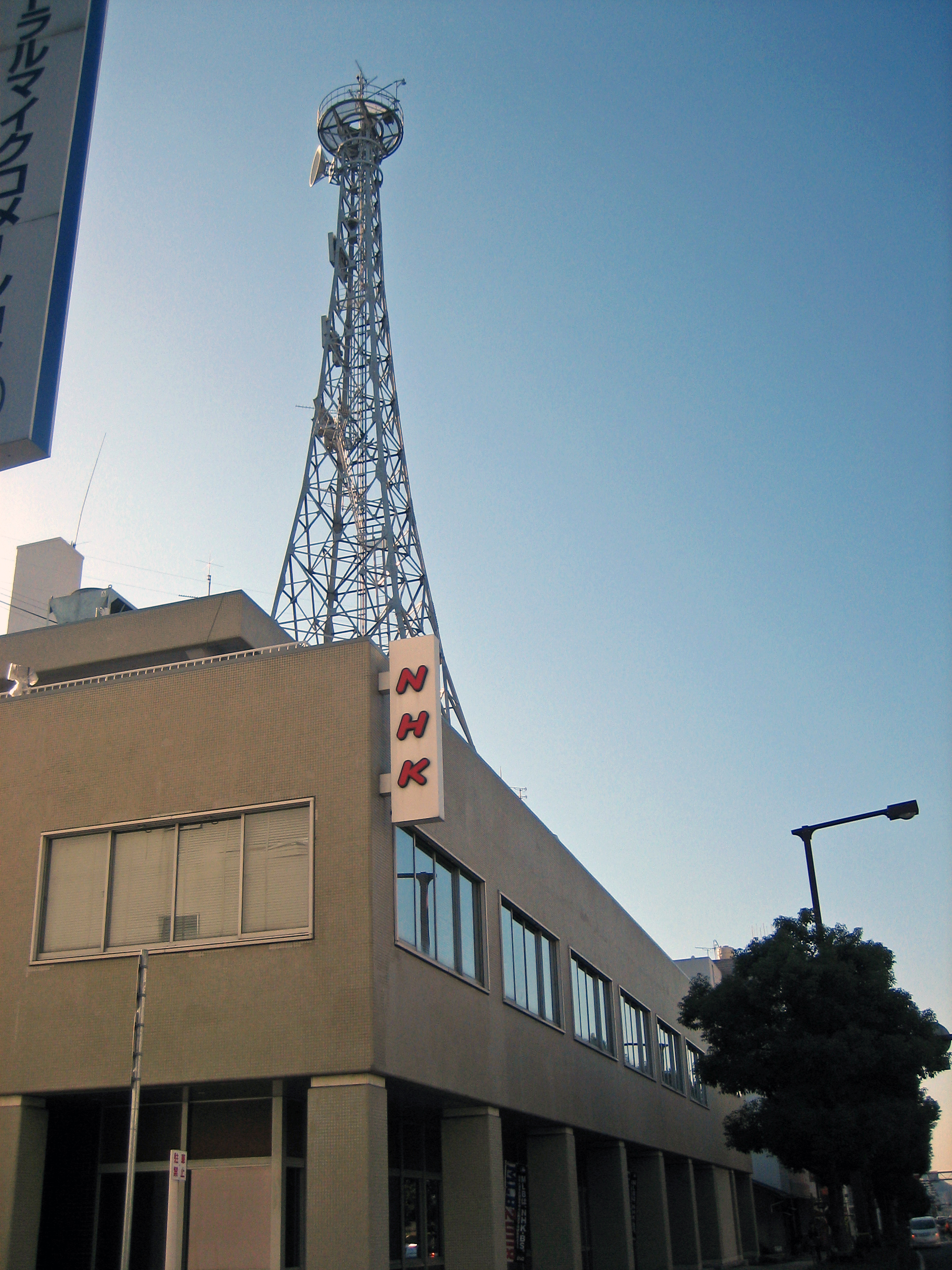

NHK姬路支局，是日本放送協會位於兵庫縣姬路市的支局，也是負責主管當地事務的放送支局。

## 频道频率一览

### 电视频道
- NHK姬路综合频道（呼号JOLK-DTV）：
- NHK姬路教育频道（呼号JOLB-DTV）：

### 广播频率
- NHK姬路第一广播（呼号JOLK）：
- NHK姬路第二广播（呼号JOLB）：
- NHK姬路FM（呼号JOLK-FM）：